# VT100
VT100 — текстовый компьютерный терминал, набор команд которого стал стандартом де-факто для эмуляторов терминала.
VT100 был выпущен компанией DEC в августе 1978 года, придя на смену модели VT52. VT100 соединялся со своей хост-системой по последовательным линиям связи, используя набор символов ASCII и управляющие ESC-последовательности, стандартизированные ANSI. VT100 также стал первым массовым терминалом производства DEC, широко использующим графические возможности (мерцание, полужирный шрифт, инвертирование цветов, подчёркивание) и позволяющий выбрать режим отображения 80 или 132 символов в строке. Все настройки VT100 производились при помощи интерактивных диалогов, появлявшихся на экране, и сохранялись в энергонезависимой памяти, встроенной в сам терминал. В VT100 также имелся дополнительный набор псевдографических символов.
Управляющие последовательности, использовавшиеся семейством терминалов VT100, основаны на стандарте ECMA-48 (а также ISO/IEC 6429 и ANSI X3.64). Также иногда их называют Escape-кодами ANSI. VT100 был не первым терминалом на основе X3.64: Heath Company имела микропроцессорный видеотерминал, реализующий ряд стандартов, предложенных в ANSI X3.64.
VT100 также стал первым произведённым DEC терминалом на основе стандартного для этой индустрии микропроцессора Intel 8080. Вдобавок к основным своим возможностям терминал поддерживал работу с внешним принтером, обладал графическими возможностями и памятью. Примером этого являются AVO (англ. Advanced Video Option) — улучшенные видео опции, без которых VT100 не мог отображать полных 24 строки в режиме 132 символов в строке. Вслед за VT100 были выпущены VT101 и VT102, которые были удешевлёнными нерасширяемыми модификациями, хотя VT102 имел AVO и встроенный последовательный порт для принтера. VT100 стал основой DEC для проектирования разнообразной родственной продукции. VT105 обладал несложной графической подсистемой, почти полностью совместимой с более ранней моделью VT55. В VT125 была добавлена реализация байт-эффективного набора удалённых графических инструкций ReGIS (англ. Remote Graphic Instruction Set). В VT103 добавили встроенный процессор LSI-11, а в VT278 — встроенный процессор PDP-8, позволивший запускать на терминале текстовый редактор WPS-8 (англ.). В VT180 (кодовое имя «Робин») использовался одноплатный микрокомпьютер с процессором Zilog Z80 и операционная система CP/M.
В 1983 году терминал VT100 был заменён на обладавшие большими возможностями терминалы серии VT200, такие как VT220.
В августе 1995 года DEC продала производство терминалов компании Boundless Technologies (англ.).